# Wahlen 1890
◄◄ | ◄ | 1886 | 1887 | 1888 | 1889 | Wahlen 1890 | 1891 | 1892 | 1893 | 1894 | ► | ►►

Weitere Ereignisse
Dieser Artikel gibt einen Überblick über Wahlen, die im Jahr 1890 stattfanden.

## Europa

### Deutschland
Die Reichstagswahl war die Wahl zum 8. Deutschen Reichstag. Sie fand am 20. Februar 1890 statt. Die Wahlbeteiligung lag bei knapp über 71 % und war damit niedriger als bei der Reichstagswahl 1887. Die Wahl wurde von den Sozialdemokraten gewonnen mit einem Stimmenanteil von 19,7 % der Wählerstimmen.

## Asien

### Japan
Die Reichstagswahlen 1890 waren die ersten Wahlen zum japanischen Reichstag, der ähnlich wie der Preußische Landtag aus Abgeordnetenhaus (Shūgiin) und Herrenhaus (Kizokuin) bestand. Die 1. Abgeordnetenhauswahl fand am 1. Juli statt, die ersten Teilwahlen zum Herrenhaus unter den unteren Adelsrängen am 10. Juli sowie unter den Spitzensteuerzahlern jeder Präfektur im Juni. Die bürgerlichen Parteien gewannen bei der Abgeordnetenhauswahl eine absolute Mehrheit, die regierungsnahen Parteien weniger als ein Drittel der Sitze; auch wenn unter den Spitzensteurzahlern einige Liberale waren, bestand das Herrenhaus mehrheitlich aus ernannten und erblichen Mitgliedern und blieb meist gefügig gegenüber der Regierung. Erster Abgeordnetenhauspräsident wurde Nakajima Nobuyuki (Konstitutionell-Liberale Partei, Wahlkreis Kanagawa 5), erster Herrenhauspräsident Graf Itō Hirobumi (Chōshū-Clique). Der 1. Reichstag kam am 29. November zusammen. Bereits über den ersten Haushalt 1891 kam es zum Konflikt zwischen liberaler Unterhausmehrheit und der Regierung von Yamagata Aritomo (Chōshū), der aber noch durch Verhandlungen gelöst werden konnte.

## Amerika

### USA
In den Vereinigten Staaten fanden zwischen Juni und Oktober die Wahlen zum Repräsentantenhaus statt. Die Demokraten erzielten mit einem Zuwachs von 86 Sitzen einen Erdrutschsieg und übernahmen die Mehrheit von der unterlegenen Republikanischen Partei.